# Banque centrale du Paraguay
La Banque centrale du Paraguay (en espagnol : Banco Central del Paraguay, BCP) est la banque centrale du Paraguay.

## Liste des présidents
- 1952-1955 : Epifanio Méndez Fleitas